# Fabián Assmann
Walter Fabián Assmann (ur. 23 marca 1986 w Zárate) – argentyński piłkarz grający na pozycji bramkarza w Independiente.

## Kariera
Assmann piłkarską karierę rozpoczynał grając w juniorach Independiente. Przed sezonem 2006/07 został włączony do szerokiej kadry zespołu. W argentyńskiej drużynie zadebiutował 22 kwietnia 2007 roku w spotkaniu z Nueva Chicago Buenos Aires. Do końca rozgrywek wystąpił jeszcze w trzech innych ligowych spotkaniach. Latem 2007 roku jego główny rywal do gry w pierwszym składzie – Oscar Ustari – przeniósł się do Getafe CF, przez co Assmann stał się podstawowym bramkarzem klubu i przez następne dwa lata rozegrał 76. meczów.
W maju 2009 roku piłkarzem zainteresowanie wyraziło kilka angielskich klubów, m.in. Chelsea, Everton, Arsenal i Birmingham City. Assmann nie przeszedł do żadnej drużyny z Premier League, lecz został wypożyczony do UD Las Palmas. W Segunda División zadebiutował 12 września w spotkaniu z Numancią, w którym zachował czyste konto. W sezonie 2009/10 wystąpił w 21. ligowych pojedynkach, a jego zespół uplasował się na 17. miejscu w tabeli. Latem 2010 roku powrócił do Independiente.